# Latin American Poker Tour (4.ª temporada)
A quarta temporada do Latin American Poker Tour foi disputada em 2012 com eventos nas cidades de São Paulo (Brasil), Viña del Mar (Chile), Lima (Peru), Punta del Este (Uruguai), Medelín (Colombia), e ainda retornou para São Paulo (Brasil) para a GRAND FINAL - CARNIVAL POKER FESTIVAL, neste evento o PokerStars montou no Camarote Bar Brahma do Carnaval de São Paulo 2012 no Sambódromo do Anhembi um lounge para os jogadores do LAPT desfrutarem do carnaval brasileiro com torneios de poker sit'n'go acontecendo no local durante os desfiles.

## Ranking LAPT4
* Fonte: WebArchive (www.lapt.com) Ranking Final Latin American Poker Tour 4 - 2011/2012
| Ranking Latin American Poker Tour 4 - 2011/2012 | Ranking Latin American Poker Tour 4 - 2011/2012 | Ranking Latin American Poker Tour 4 - 2011/2012 |
| Pos.                                            | Nome                                            | Pontos                                          |
| ----------------------------------------------- | ----------------------------------------------- | ----------------------------------------------- |
| 1º                                              | Pablo Gonzalez                                  | 1.650                                           |
| 2º                                              | Alex Javier Manzano Ramirez                     | 1.475                                           |
| 3º                                              | Leandro Csome                                   | 1.365                                           |
| 4º                                              | Daniel Ospina                                   | 1.270                                           |
| 5º                                              | Miguel Alvarez de Lugo                          | 1.255                                           |
| 6º                                              | Kemal Ferri                                     | 1.170                                           |
| 7º                                              | Engelbert Varela                                | 1.140                                           |
| 8º                                              | Jose Manuel Nadal                               | 1.075                                           |
| 9º                                              | Jonathan Markovitz Heller                       | 1.075                                           |
| 9º                                              | Ricardo Miyashiro                               | 1.050                                           |
| 10º                                             | Amos Ben Haim                                   | 895                                             |

## Resultados

### LAPTSão Paulo
- Centro de Eventos: World Trade Center de São Paulo
- Buy-in: R$5,000 ($3,000)
- Duração: 16 de fevereiro de 2011 (quarta-feira) a 20 de fevereiro (domingo)
- Número de buy-ins: 536
- Premiação total: R$2,391,630 ($1,436,552*)
- Número de premiados: 64
- Mão vencedora: 5♣ 6♣
- Resultado Oficial: The Hendom Mob

| Mesa final | Mesa final         | Mesa final             |
| Pos.       | Nome               | Prêmio                 |
| ---------- | ------------------ | ---------------------- |
| 1º         | Alex Manzano       | R$ 615,840 ($369,909*) |
| 2º         | Joao Bauer Neto    | R$ 352,760 ($211,889*) |
| 3º         | Marcelo Fonseca    | R$ 224,800 ($135,028*) |
| 4º         | Marcio Motta       | R$ 165,000 ($99,108*)  |
| 5º         | Leandro Csome      | R$ 117,190 ($70,391*)  |
| 6º         | Santiago Nadal     | R$ 93,270 ($56,023*)   |
| 7º         | Henrique Bernardes | R$ 69,350 ($41,655*)   |
| 8º         | Bruno Politano     | R$ 45,440 ($27,294*)   |

- Exchange rate 16/02/2011: U$S 1,00 = R$ 1.66484

### LAPTViña del Mar
- LAPT CHILE NATIONAL POKER CHAMPIONSHIP
- Casino: Enjoy Viña del Mar Casino & Resort
- Buy-in: $1,100
- Duração: 17 de março de 2011 (quinta-feira) a 20 de março de 2011 (domingo)
- Número de buy-ins: 621
- Premiação total: $602,400
- Número de premiados: 48
- Mão vencedora: A♥ J♣
- Resultado Oficial: The Hendom Mob

| Mesa final | Mesa final         | Mesa final |
| Pos.       | Nome               | Prêmio     |
| ---------- | ------------------ | ---------- |
| 1º         | Murilo Figueiredo  | $146,000   |
| 2º         | Andrés Martínez    | $84,000    |
| 3º         | Luis Yepes         | $57,100    |
| 4º         | Cristiano Urzua    | $41,300    |
| 5º         | Josías Andrade     | $32,200    |
| 6º         | Daniela Horno      | $26,200    |
| 7º         | James Honeybone    | $20,200    |
| 8º         | Gonzalo Valenzuela | $14,200    |
| 9º         | Hazin Abraham      | $11,700    |

### LAPTLima
- Casino: Atlantic City Casino Lima
- Buy-in: $2,700
- Duração: 13 de abril de 2011 (quarta-feira) a 17 de abril de 2011 (domingo)
- Número de buy-ins: 350
- Premiação total: $848.750
- Número de premiados: 48
- Mão vencedora: K♣ Q♥
- Resultado Oficial: The Hendom Mob

| Mesa final | Mesa final      | Mesa final |
| Pos.       | Nome            | Prêmio     |
| ---------- | --------------- | ---------- |
| 1º         | Kemal Ferri     | $207,400   |
| 2º         | Raul Pino       | $120,000   |
| 3º         | Pablo Gonzales  | $73,540    |
| 4º         | Michel Barham   | $54,180    |
| 5º         | Samar Hodali    | $38.700    |
| 6º         | Leonardo Zepeda | $30.960    |
| 7º         | Daniel Ospina   | $23.220    |
| 8º         | Karlo Lopez     | $15.480    |

### LAPTPunta del Este
- Casino: Mantra Resort SPA Casino
- Buy-in: $2,500
- Previsão: 3 de agosto de 2011 (quarta-feira) a 7 de agosto de 2011 (domingo)
- Número de buy-ins: 422
- Premiação total: $941.482
- Número de premiados: 56
- Mão vencedora: J♥ 4♥
- Resultado Oficial: The Hendom Mob

| Mesa final | Mesa final             | Mesa final |
| Pos.       | Nome                   | Prêmio     |
| ---------- | ---------------------- | ---------- |
| 1º         | Alex Komaromi          | $244,720   |
| 2º         | Claudio Piedrabuena    | $141,220   |
| 3º         | Engelberth Varela      | $88,970    |
| 4º         | Carlos Adolfo Watanabe | $65,430    |
| 5º         | Felipe Pasini          | $46,660    |
| 6º         | Nélson Trad Neto       | $37,190    |
| 7º         | Fernando Araújo        | $27,770    |
| 8º         | Rafael Monteiro        | $18,360    |

### LAPTColombia
- LAPT COLOMBIA NATIONAL POKER CHAMPIONSHIP
- Casino: Casino Allegre - Centro Comercial Premium Plaza
- Buy-in: Col$ 1,980,000 ($1,036.00*)
- Data: 12 de Outubro de 2011 (quarta-feira) a 16 de Outubro de 2011 (domingo)
- Número de buy-ins: 681
- Premiação total: COL$ 1,189,026.000 ($684,528.50*)
- Número de premiados: 63
- Mão vencedora: 4♠ 4♥
- Resultado Oficial: The Hendom Mob

| Mesa final | Mesa final             | Mesa final                    |
| Pos.       | Nome                   | Prêmio                        |
| ---------- | ---------------------- | ----------------------------- |
| 1º         | Julian Menendez        | Col$288.329.000 ($165,992.50) |
| 2º         | Jonathan Monsalves     | Col$165.869.000 ($95,491.65*) |
| 3º         | Jessica Bedoya         | Col$111.768.000 ($64,345.42*) |
| 4º         | Victor Mauricio Forero | Col$81.448.000 ($46,890.04*)  |
| 5º         | Alexis Agudelo Gomez   | Col$63.613.000 ($36,622.33*)  |
| 6º         | Stuart McDonald        | Col$51.723.000 ($29,777.20*)  |
| 7º         | Rafael Pardo           | Col$39.832.000 ($22,931.50*)  |
| 8º         | Jonathan Markovitz     | Col$27.942.000 ($16,086.35*)  |
| 9º         | John Jairo Canola      | Col$23.186.000 ($13,348.30*)  |

- Exchange rate 13/10/2011: $1,00 = COP$1.897,50[6]

### LAPT Grand FinalSão PauloCarnival Poker Festival
- Centro de Eventos: World Trade Center de São Paulo
- Buy-in: R$4,000 (approx. $2,300)
- Duração: 17 de fevereiro de 2012 (sexta-feira) a 20 de fevereiro de 2012 (segunda-feira)
- Número de buy-ins: 367
- Premiação total: R$1,317,200 ($763,378*)
- Número de premiados: 48
- Mão vencedora: 7♥ 5♣
- Resultado Oficial: The Hendom Mob

| Mesa final | Mesa final         | Mesa final             |
| Pos.       | Nome               | Prêmio                 |
| ---------- | ------------------ | ---------------------- |
| 1º         | Daniele Nestola    | R$ 324,600 ($188,120*) |
| 2º         | Gasperino Nicolas  | R$ 214,700 ($124,428*) |
| 3º         | Carlos Ibarra      | R$ 148,840 ($86,260*)  |
| 4º         | Felipe Morbiducci  | R$ 89,570 ($51,910*)   |
| 5º         | Jonathan Markovits | R$ 64,540 ($37,404*)   |
| 6º         | Daniel Negreanu    | R$ 48,730 ($28,241*)   |
| 7º         | Vitor Torres       | R$ 35,560 ($20,609*)   |
| 8º         | Juan Gonzalez      | R$ 26,340 ($15,265*)   |

- Exchange rate 17/02/2012: U$S 1,00 = R$ 1.72549[8]